# Hutia konga

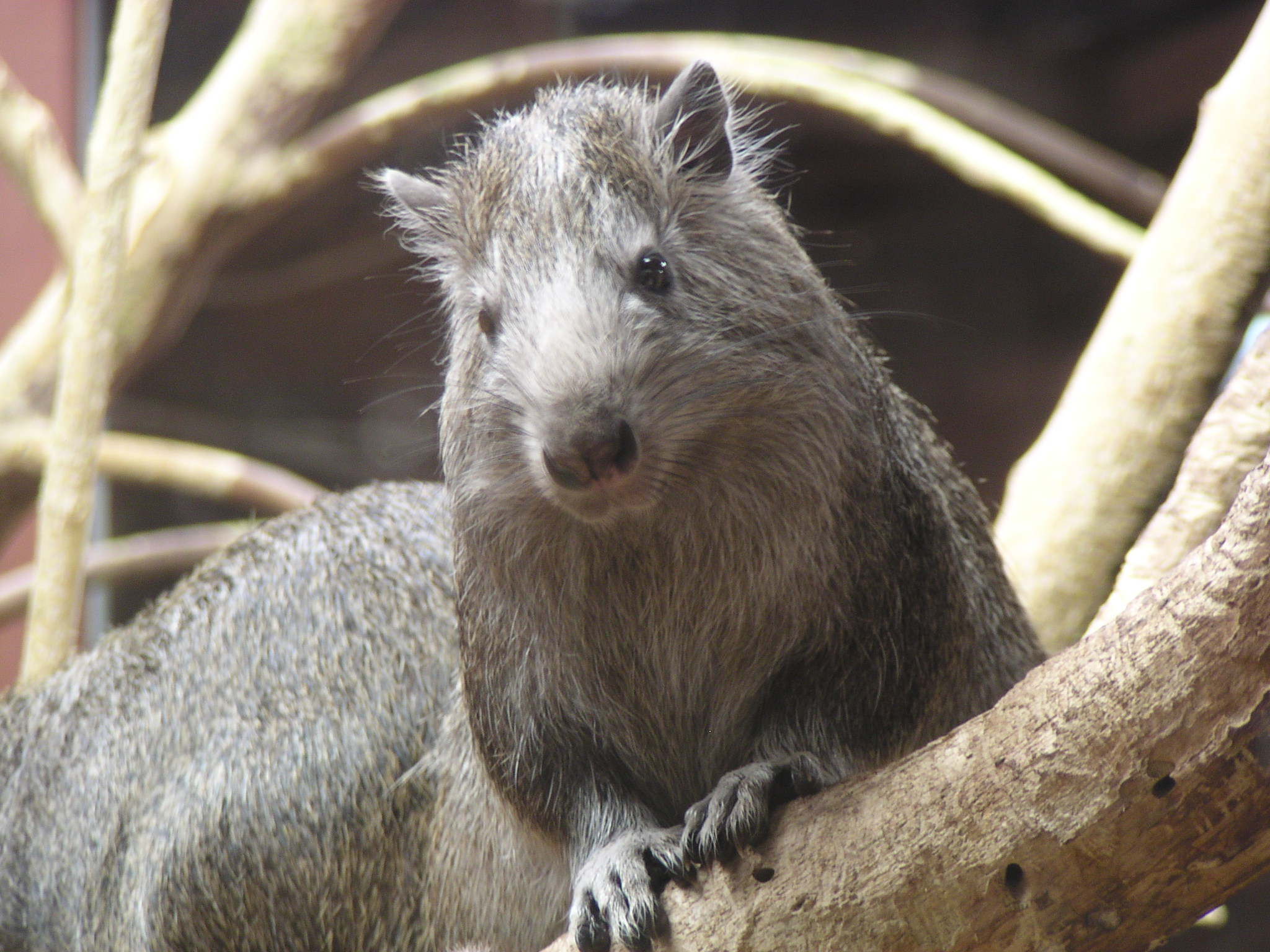
Hutia konga

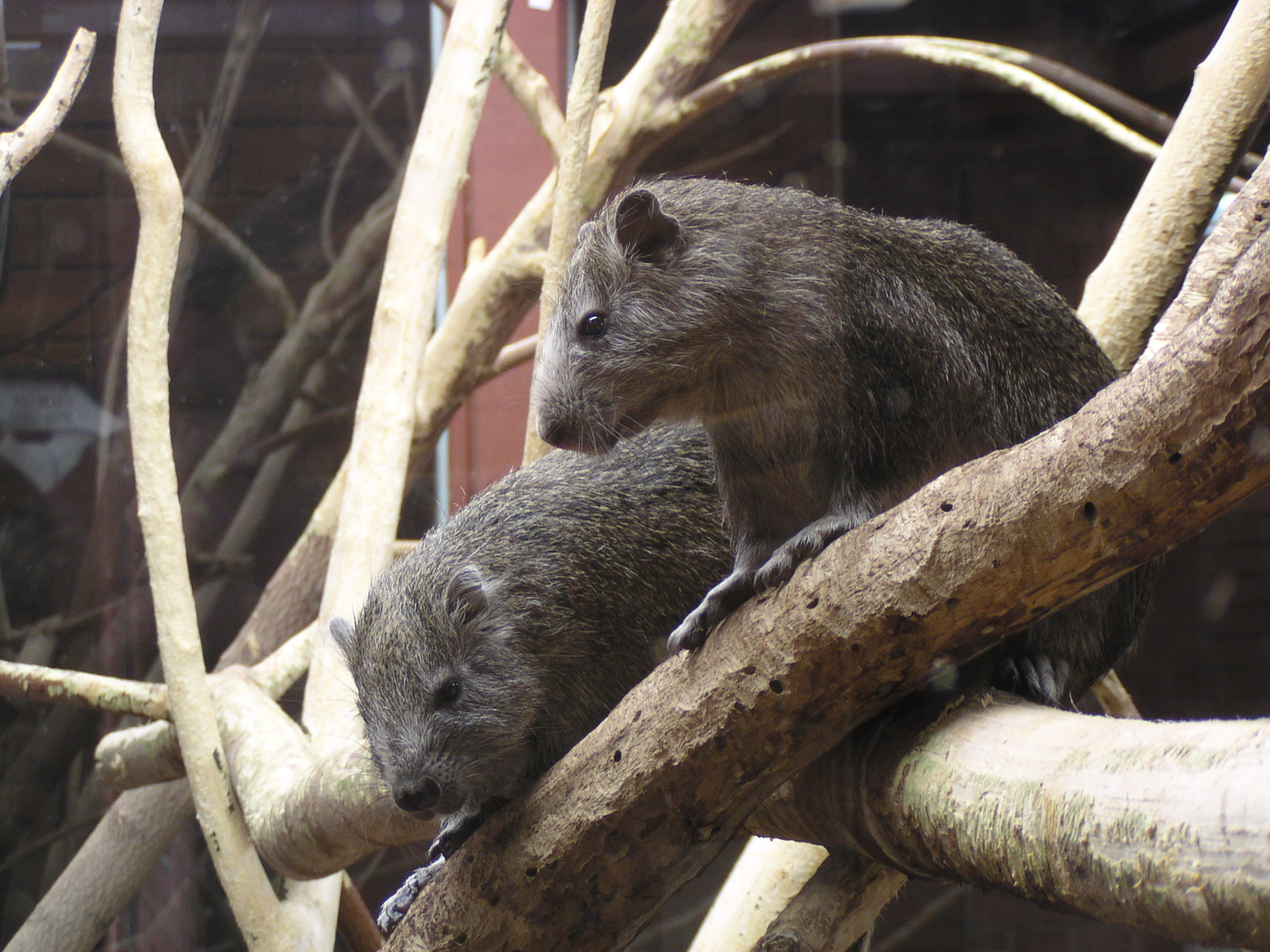
Hutia konga kölykök

A kubai hutia vagy más néven kubai kúszópatkány (Capromys pilorides) az emlősök (Mammalia) osztályába a rágcsálók (Rodentia) rendjébe és a hutiák (Capromyidae) családjába tartozó faj.
Az állat a Capromys emlősnem típusfaja.

## Elterjedése
Kuba szigetén és néhány környező szigeten él. Széles körben elterjedt, többféle élőhelyen is előfordul, így a sűrű erdőkben, a bozótosokban és a hegyvidéki területeken egyaránt megtalálható. A Kuba északi részén élő hutiák előnyben részesítik a mocsaras, mangroveerdei élőhelyeket.
Nem gyakori faj az állatkertekben, Magyarországon jelenleg a Fővárosi Állat- és Növénykertben látható.

## Alfajai
- Capromys pilorides doceleguas Varona, 1980
- Capromys pilorides pilorides Say, 1822
- Capromys pilorides relictus Allen, 1911

Korábban a Capromys gundlachianus Varona, 1983 fajt is a hutia konga alfajának tekintették.

## Megjelenése
Macska nagyságú rágcsáló, testhossza 30–50 cm, farka 15–30 cm, magassága 20 cm. Súlya 6–8 kg.
A hutia kinézete nagyon hasonlít a nutriáéra, nagy különbség azonban hogy míg a nutria vízi állat, a hutia fán lakó életmódot folytat. A nutria csecsbimbói a nőstény oldalán vannak, hogy a kölykök a vízben is tudjanak szopni. A hutiáé a hasán helyezkedik el.
Feje széles, rajta rövid fülekkel. Rövid, tömött szőrzetének színe a sötétbarnától a sárgáig terjedő lehet, néha vöröses árnyalattal, ám a hason mindig világosabb, mint a háton. Farkát végig szőr borítja. Rövid lábai végén erős karmok vannak, melyeknek a mászásnál veszi hasznát.

## Életmódja
A sűrű erdőkben a fákon él. Az ágak között nagyon ügyesen mozog. Kúszás közben segítségére vannak erős karmai és kapaszkodófarka.
A földön esetlenül mozog, hátsó felének túlfejlettsége miatt. A prérikutyákhoz hasonlóan felegyenesedve szokott figyelni.
A hutia társas állat, nagyobb családi csoportban él, melyet egy domináns hím vezet.
Szagjeleket hagy, melynek az egyedek közötti kapcsolattartásban van szerepe. Társas viselkedésére jellemző a kölcsönös szőrzetápolás, melyet időnként egymás körüli bukfencezésszerű játékkal szakít meg.
Étrendje falevelekből, fakéregből, gyümölcsökből, kisemlősökből áll.
Fogságban kedveli az olyan szúrós szagú növényeket, mint a hagymafélék.
A hutiának a többi rágcsálóhoz képest nagyon fejlett gyomra van, mely hasonlít a kérődzők rekeszes gyomrára. Ez lehetővé teszi a falevelek és a fakéreg emésztését, melyek táplálkozásának nélkülözhetetlen összetevői.

## Szaporodása
Az év bármely szakában szaporodhat. Vemhességi ideje 3 és fél – 5 hónap. A nőstény egyszerre 1–6, leggyakrabban 2–3 kölyköt vet. A kölykök fejletten, szőrösen és nyitott szemmel születnek. Hamarosan elkezdenek szilárd táplálékot fogyasztani, és a fáramászást is megtanulják. Az anyán kívül rendszerint más nőstények is nevelik a gyerekeket a fészekben.

## Védettsége

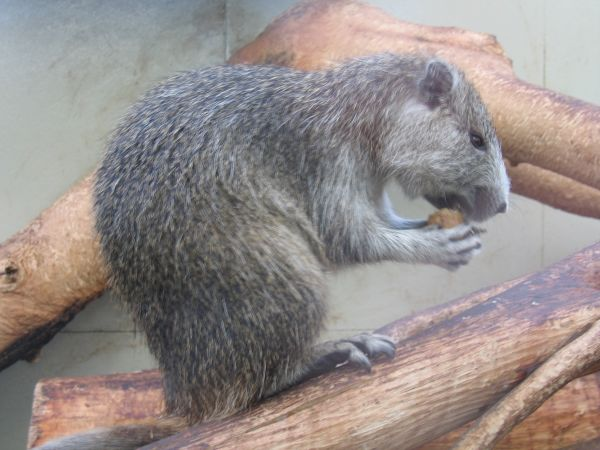

Habár több hutiafaj is veszélyeztetett, vagy akár már ki is halt, a kubai famászópatkány fennmaradását jelenleg nem veszélyezteti semmi. Bár a kelet-kubai hegyvidéken élő állományuk egyedszáma folyamatosan csökken, többfelé közönséges fajnak számít.
A kubai őslakosok nagy rajongói húsának. Kutyákkal hajszolják a földön lassan futó állatot.